# 질리언 알렉시
질리언 알렉시(Gillian Alexy, 1986년 3월 13일 ~ )는 오스트레일리아의 배우, 영화배우이다.
퍼스에서 태어났다.

## 방송
- 아웃사이더
- NCIS 뉴올리언스
- 로열 페인즈 6
- 데미지 시즌5

## 영화
- 피플 유 메이 노우 (2017년)
- 앵커즈 (2015년)